# Староежово
Староежово (баш. Иҫке Ежов) — деревня в Бирском районе Республики Башкортостан Российской Федерации. Входит в состав Березовского сельсовета.

## География

### Географическое положение
Находится на берегу реки Белой.
Расстояние до:
- районного центра (Бирск): 34 км,
- центра сельсовета (Печенкино): 4 км,
- ближайшей ж/д станции (Уфа): 70 км.

## Население
| 2002 | 2009 | 2010 |
| ---- | ---- | ---- |
| 103  | ↘99  | ↘89  |

Согласно переписи 2002 года, преобладающая национальность — русские (97 %).